# لیسکارد
longitudeلیسکاردlatitudeلیسکارد
لیسکارد (به انگلیسی: Liskeard) یک شهرک در بریتانیا است که در انگلستان واقع شده‌است.

## خصوصیات
لیسکارد ۸٬۶۵۶ نفر جمعیت دارد.